# Facería

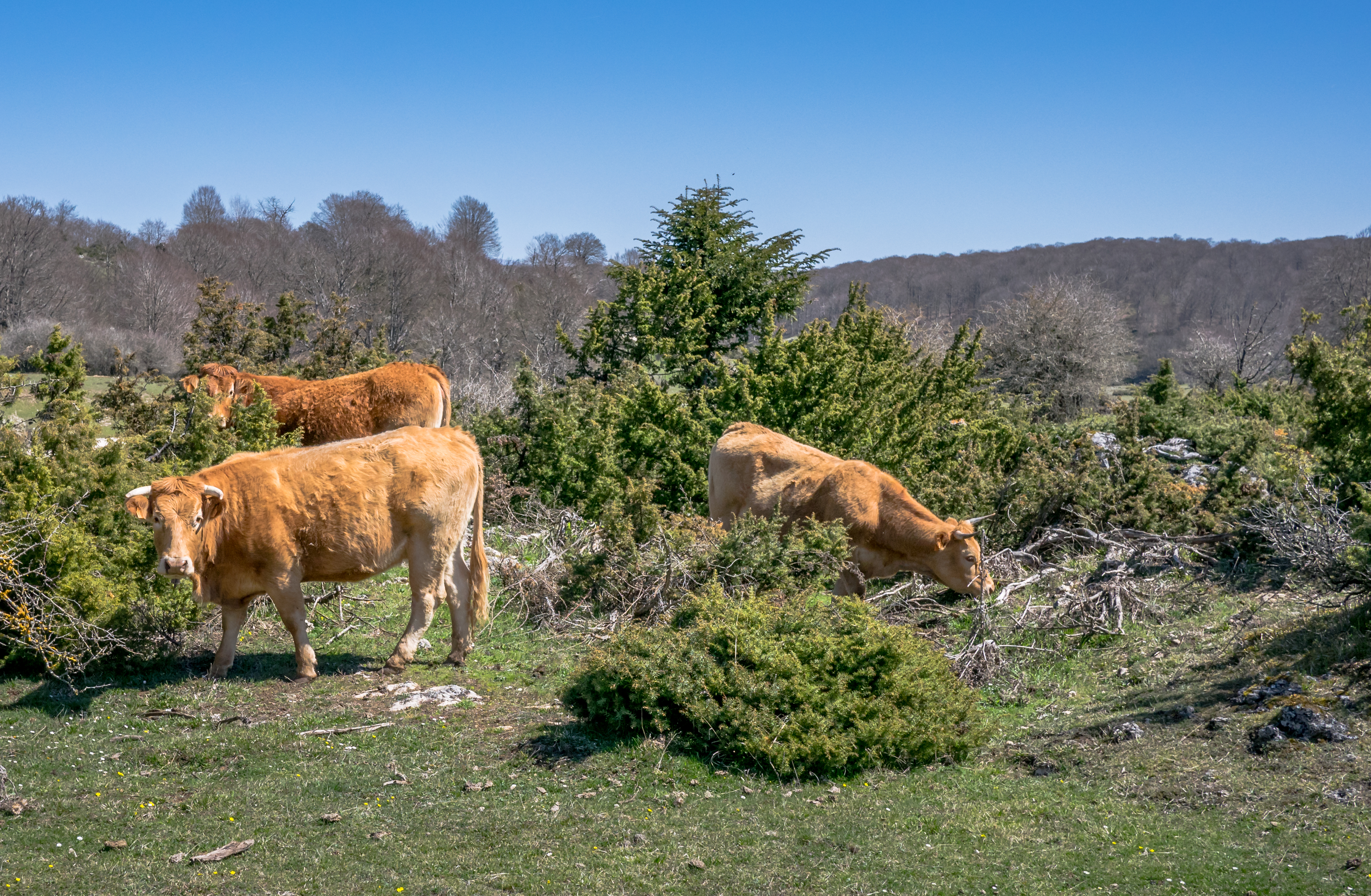
El pasto del ganado en zonas de monte ha sido el origen más habitual de las facerías.

La facería, o régimen de facerías, es una figura de derecho privado de Navarra que actualmente queda definida en el Fuero Nuevo como "servidumbre recíproca entre varias fincas de propiedad pública o privada". Se regulan por los pactos o concordias que se hubiesen establecido y en lo no acordado por las disposiciones del Fuero Nuevo. 
Los terrenos sometidos a un régimen de facería se denominan territorios faceros. La comunidad facera consiste en la concurrencia de varios titulares domicales que constituyen una comunidad para un determinado aprovechamiento solidario. En la Ley Foral 6/1990, de la Administración Local de Navarra se reconoce el carácter de ente local a determinados territorios faceros que no quedan incluidos en ningún término municipal, y cuya administración, por tanto, corresponde a la comunidad facera, sin perjuicio de las competencias que ejerce la administración del Gobierno Foral de Navarra, por razón de la materia, especialmente por los valores naturales existentes en ese territorio.
Similares a las facerías son las instituciones existentes en otras regiones, por ejemplo, las parzonerías en Álava o Guipúzcoa.

## Etimología
Hasta tres etimologías distintas se han propuesto para este término:
- De facero, fronterizo; es la etimología que aporta el Diccionario de la Lengua Española[6][7]
- De "paix" o "patz" (en castellano medieval, paz) en cuanto refleja el pacto que contraen dos comunidades para el disfrute pacífico de un territorio[8][7]
- De "pach" (en gascón, pasto), pues la facería acuerda el disfrute de los pastos para el ganado por parte de varias comunidades[8][7]

Sea cual sea el origen real del término las tres etimologías supuestas se corresponden con la naturaleza y origen de las facerías: pacto entre varias comunidades para el aprovechamiento de los pastos de un terreno situado junto a los linderos de los territorios propios; aunque, en algunos casos, alguna de las comunidades que aprovechan estos pastos no son contiguas a la facería, o los aprovechamientos no solo son de pastos, sino también de leña y madera.

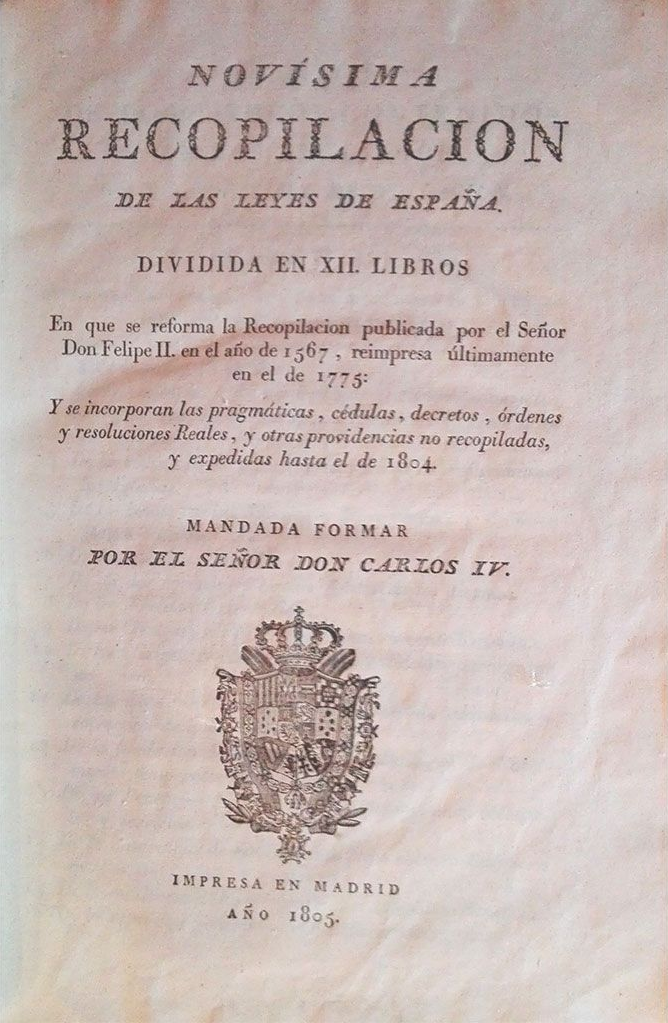
Portada de la Novisima Recopilación de las Leyes de España (1805). En ella se incluyen preceptos relativos a las facerías

## Historia
La facería aparece ya contemplada en el Fuero General de Navarra y su defensa es frecuente en las leyes de las Cortes del Reino de Navarra, hasta las últimas celebradas en los años 1828 y 1829. En título I del Libro secto del Fuero General se refiere a los paztos (pastos) regulando el ejercicio de en los capítulos VI al VIII. En la Novísima Recopilación trata del goce en tierras de facería y expone que "los lugares que tienen los términos juntos y contiguos suelen hacer facería, dándose a entreambos lugares...". En las distintas referencias históricas queda de manifiesto que la regulación de los aprovechamientos se realiza según los pactos existentes entre los faceros. No obstante hay algunas reglas generales como la que se recoge en el Fuero General:

Las villas fazeras que han los términos cosnoscidos pueden paszer de part de los restyillos,ata las heras, de sol á sol, non faziendo dayno en los fruytos, ni en prado de cavaylo, nin de buyes.
Fuero General, libro VII, título I, capítulo VII.

No obstante hay que tener en cuenta que, tal como es propio del derecho foral navarro, "paramiento fuero vienze", por tanto el pacto prevalece sobre lo que dispone el fuero, "salvo que fuese contraria a la moral o al orden público".
La Ley de Modificación de los Fueros se refiere de modo expreso a las facerías de realengo. 

No se hará novedad alguna en el gobierno y disfrute de montes y pastos de Andía, Urbasa, Bardenas ni otros comunes, con arreglo a lo establecido en las leyes de Navarra y privilegios de los pueblos.
Ley Paccionada de Navarra de 2 de octubre de 1877, art. 14.

El estudio de las facerías históricas permite distinguir dos tipos de facerías: unas son el resultado de la puesta a disposición de dos o más concejos de terrenos comunales de cada uno de ellos, de modo que puedan ser aprovechados indistintamente por los vecinos de esos concejos, habitualmente se trata de aprovechar las zonas de montes para el pasto del ganado, pero en ocasiones también para la recogida de leña o de madera para construcciones auxiliares de la ganadería. En otros casos, el territorio facero no está bajo las jurisdicción de los concejos que disfrutan de sus aprovechamientos. Amparo Zubiri considera que es al primer tipo de facería —aquella que se establece sobre los comunales propios— al que propiamente le corresponde el término de facería, mientras que al otro tipo, sobre terrenos que no pertenecen a ninguno de los que gozan de los aprovechamientos le corresponde mejor el término de territorios faceros. Se puede distinguir así los comunales típicos (sean de goce único por un concejo o municipio, o en régimen de facería) de las atípicas, que se corresponden con los territorios faceros.
Los territorios faceros no son el resultado de la división del territorio de una comunidad vecinas, que se distribuye entre varias comunidades y deja en mano común parte del territorio. Más bien al contrario son parte de un núcleo original del que se desprenden zonas que son apropiadas jurisdiccionalmente por distintos concejos, quedando una zona fuera de esa jurisdicción.
Entre los territorios faceros tienen espaciales características los realengos. Es decir, aquellos territorios cuya jurisdicción y, habitualmente su dominio, corresponde al Rey, una circunstancia que es compatible con el derecho al aprovechamiento para pastos del que gozan determinadas comunidades vecinales. Las Cortes de Navarra celebradas en los años 1828 y 1829, se refieren expresamente a ellos, pues al implantar las Juntas de Montes para cada pueblo del Reino, con competencias sobre los bienes comunales de cada municipio, deja fuera de esas regulación los terrenos y montes en que haya facerías. Pero se trata de unos territorios sobre los que las Cortes de Navarra han mostrado repetidas veces su preocupación, pues era frecuente que el Patrimonial que administraba el patrimonio real intentase impedir el aprovechamiento de estos montes por los concejos vecinos que, tradicionalmente habían usado de ellos.
Ya en el siglo XX la Diputación Foral de Navarra obtuvo la administración cuidado y explotación de los montes del estado situados en la provincia de Pamplona (sic.); la exposición de motivos del Real Decreto 1.488 de 1927 por el que delega esas funciones, se refiere expresamente a "la forma tradicional en que se benefician los pueblos del pastoreo" en estos montes. Sin embargo, unos años después, mediante el Real Decreto 690, de 1930, fue derogada esa delegación, entre otros motivos, tal como señala en su exposición, impedir la extralimitación en su usufructo" (de esos montes)". La Diputación de Navarra·reaccionó, y solicitó dejar si efecto este último Real Decreto. La resolución de esa súplica mediante Real Decreto 1.595, de ese mismo año, delega la administración y gestión técnica de cinco montes afectados de servidumbre en favor de ciertas comunidades de vecinos, se trata de los montes de Urbasa, Andía, La Planilla, Aralar y Aezcoa; sin embargo deniega esa solicitud por lo que se refiere a otros cinco montes, pues según se afirma en la exposición de motivos del Real Decreto, ese usufructo ha sido redimido por el Estado, en los montes de Quinto Real, Erreguerena, Lengua Acotada, La Cuestión y Chángoa.
La Junta General del Valle de Aezkoa, desde 1790 había reivindicado judicialmente (desde 1790) la propiedad del monte de Aézcoa, y posteriormente (entre 1871 y 1885) mediante solicitud al Rey; en 1977 volvió la Junta a reiterar su petición de recuperar la propiedad del Monte, con el apoyo de la Diputación Foral y de parlamentarios navarros en las Cortes Generales, alcanzó la cesión la cesión del monte que venía pidiendo, que le fue cedida gratuitamente mediante la Ley 8/1982.
En cuanto a los restantes nueve montes propiedad del Estado, tras la Reintegración y Amejoramiento del Régimen Foral de Navarra, y aplicando la autorización contenida en ella, el Estado transmitió  a la Comunidad Foral, mediante el Real Decreto 334/1987, el dominio de esos nueve montes: Posteriormente por la Ley Foral 8/1991, la Comunidad Foral cedió a título gratuito a las entidades locales cuyos vecinos venían ya disfrutando del usufructo de esos montes los siguientes montes: Quinto Real, Erreguerena, Legua Acotada, La Cuestión y Changoa; todos ellos en régimen de facería. Sin embargo, la Comunidad Foral, tal como se establece en la disposición adicional de esa misma ley foral, conserva la titularidad dominical de los montes Urbasa, Andía, La Planilla y Aralar, aunque la Comunidad de Aralar, continúa disfrutando del aprovechamiento del monte Aralar; todos estos montes quedan excluidos de cualquier término municipal.

## La facería en el Fuero Nuevo
La Compilación del Derecho Civil Foral de Navarra, promulgado mediante la Ley 1/1973, y conocido como Fuero Nuevo de Navarra, regula la facería en las leyes 384 a 387.
La facería queda definida en la ley 384:

La “facería” consiste en una servidumbre recíproca entre varias fincas de propiedad pública o privada.
Las “facerías” se rigen por el título, pactos o concordias que hubiese establecidos, por las disposicio-nes de esta Compilación a ellas referentes y, en lo no previsto, por lo dispuesto para las servidumbres o las comunidades en su caso.
Ley 384 del Fuero Nuevo

En la ley 385 se recoge, como limitación usual, que los ganados podrán pastar de sol a sol, pero sin acercarse a los terrenos sembrados o pendientes de recolección. 
Se define también la comunidad facera, como la concurrencia de varios titulares de la propiedad que constituyen una comunidad para gozar de determinado aprovechamiento (ley 386).
Especial importancia tiene, por su repercusión en la pervivencia de las facerías lo dispuesto en la ley 387 sobre su divisibilidad:

La “comunidad facera” es divisible, salvo que se hubiere constituido por un tiempo determinado o como indivisible con carácter indefinido, en cuyo caso podrá dividirse sólo excepcionalmente cuando el juez considere gravemente lesiva la permanencia en la indivisión.
§1 de la ley 387

## Facerías y Administración Local
Aunque la facería es un institución del derecho privado, tiene una notable repercusión en la Administración Local de Navarra, circunstancia que explica no solo su pervivencia, sino también el número considerable de facerías existentes actualmente, y la superficie que suponen esas facerías en el conjunto de Navarra.
Desde esta perspectiva las facerías navarras se pueden distribuir en tres tipos:
- Los territorios faceros, que quedan excluidos de cualquier término municipal, de cuyos aprovechamientos participan los vecinos de determinados concejos o municipios.
- Comunidades faceras, establecidas sobre suelos situados en uno o más términos municipales, pero que se han constituido como indivisibles. Los cogozantes son en todos los casos entidades locales, con la única excepción de la Comunidad de las Bardenas, en las que junto con determinados entes locales, es también cogozante el Monasterio de la Oliva.
- Terrenos sometidos al régimen de facería, por acuerdo entre los cogozantes y que, generalmente, podrían dividirse por los motivos previstos en la ley 387 del Fuero Nuevo. Los cogozantes pueden ser los vecinos de entes locales o particulares.

### Territorios faceros
A pesar de que la facería es una institución de derecho privado, tiene un especial reflejo en la administración local de la Comunidad Foral de Navarra, pues la facería es la institución del derecho en que se apoya el disfrute de los territorios faceros, es decir, de aquellos que no están incluidos en la jurisdicción de los Ayuntamientos, se trata pues de territorios extramunicipales que la Ley Foral 6/1990, reconoce como entes locales, pues además de los municipios considera:

La Comunidad de Bardenas Reales de Navarra, la Comunidad del Valle de Aezkoa, la Mancomunidad del Valle de Roncal, la Universidad del Valle de Salazar, la Unión de Aralar y el resto de corporaciones de carácter tradicional titulares o administradoras de bienes comunales existentes a la entrada en vigor de esta ley foral.
Art. 3.1 de la Ley Foral 6/1990, de 2 de julio, de la Administración Local de Navarra

El caso de los valles de Aezcoa, Salazar y Roncal no se encuadra propiamente entre los territorios faceros, pues el disfrute en común se realiza sobre fincas que entran dentro de la jurisdicción de determinados municipios; pero el resto de las corporaciones de carácter tradicional que se citan en la ley de modo expreso (Bardenas Reales de Navarra y Unión de Aralar), o de forma genérica, son territorios faceros excluidos de la jurisdicción de cualquier municipio.
De acuerdo con el Art. 3.2 de esa citada Ley Foral 6/1990, la Administración de la Comunidad Foral ha creado un registro donde quedan inscritas todas las administraciones locales a las que se refiere ese artículo. Se trata del nomenclátor que mantiene actualizado el Instituto Navarro de Estadística. En la tabla que sigue se recogen la identificación y superficie de los distintos territorios faceros; se indica también la merindad en que se sitúa y las entidades que gozan de los aprovechamientos de esos territorios.
Como puede comprobarse en la tabla que se incluye a continuación varios de las territorios faceros, aunque situados en su totalidad en Navarra, suponen facerías interprovinciales, pues entre los cogozantes se encuentran concejos alaveses.

Navarra — Mapa municipal de Navarra en que se destacan en rojo los territorios faceros.

| Nombre                                                | Merindad         | Superficie (km²) | Municipios o concejos |
| ----------------------------------------------------- | ---------------- | ---------------- | --- |
| Facería 2                                             | Sangüesa         | 0,44             | Abaurrea Alta, Abaurrea Baja y Villanueva de Aézcoa |
| Facería 8                                             | Sangüesa         | 0,02             | Eslava; y Arteta, concejo de Ezprogui |
| Facería 9                                             | Sangüesa         | 14,32            | Izalzu y Ochagavía |
| Facería 10                                            | Sangüesa         | 0,61             | Jaurrieta y Villanueva de Aézcoa |
| Facería 11                                            | Sangüesa         | 0,54             | Liédena y Yesa |
| Facería 14 Bordablanca                                | Sangüesa         | 0,08             | Lumbier y Tabar, concejo de Urraúl Bajo |
| Facería 15                                            | Sangüesa         | 0,2              | Lumbier y Bigüézal, concejo de Romanzado |
| Facería 16                                            | Sangüesa         | 0,12             | Orbara y Villanueva de Aézcoa |
| Facería 17                                            | Sangüesa         | 0,05             | Ozcoidi, concejo de Urraúl Alto y Muru, caserío en Nardues-Andurra, concejo de Urraúl Bajo, y Sansoáin, lugar habitado de Urraúl Bajo |
| Facería 18 Remendia                                   | Sangüesa         | 7,43             | Junta Valle de Salazar |
| Facería 21 El Facerío                                 | Estella          | 0,14             | Eulz, concejo de Allín y Estella |
| Facería 22                                            | Estella          | 6,15             | Abárzuza e Ibiricu de Yerri, concejo de Yerri |
| Facería 23 Limiaciones de las Améscoas "Limitaciones" | Estella          | 47,98            | Municipios de Améscoa Baja, Aranarache, Eulate y Larraona; y concejos de Eraúl, del municipio de Yerry, y Echávarri, de Allín. |
| Facería 24 Larraiza                                   | Estella          | 1,97             | Abárzuza; Echávarri, concejo de Allín; Améscoa Baja; y Eraul, concejo de Yerri |
| Facería 25 Sierra de Santiago de Lóquiz               | Estella          | 33,72            | Larraona, Aranarache, Eulate, Ecala, San Martín, Zudaire, Baríndano, Baquedano, Gollano y Artaza, Galdeano, Muneta y Aramendia, Ganuza, Ollabarren, Ollogoyen y Metauten, Murieta, Mendilibarri, Ancín, Viloria, Ulibarri, Narcué, Gastiáin y Galbarra. |
| Facería 27                                            | Estella          | 0,01             | Aranarache y Eulate |
| Facería 28                                            | Estella          | 0,21             | Aranarache y Larraona |
| Facería 29 Aranbeltza                                 | Estella          | 2,43             | Arellano, Arróniz y Dicastillo |
| Facería 30 Samendieta                                 | Estella          | 0,39             | Barbarin, Luquin y Villamayor de Monjardín |
| Facería 31                                            | Estella          | 0,77             | Barbarin y Olejua |
| Facería 32 Chicas                                     | Estella          | 0,93             | Allo y Dicastillo |
| Facería 35                                            | Estella Pamplona | 0,42             | Azanza, concejo de Goñi; Beasoáin-Eguíllor y Saldise, concejos de Ollo |
| Facería 36                                            | Estella          | 0,79             | Zúñiga; y Galbarra, Gastiáin y Narcué, concejos de Lana |
| Facería 37                                            | Estella          | 0,16             | Zúñiga; y Gastiáin y Narcué, concejos de Lana |
| Facería 38                                            | Estella          | 0,53             | Ancín; y Galbarra, Viloria y Ulibarri, concejos de Lana |
| Facería 39                                            | Estella          | 1,81             | Ullíbarri-Arana y Alda, concejos del Valle de Arana (Álava); y Gastiáin, concejo de Lana |
| Facería 40                                            | Estella          | 0,97             | Gastiáin, concejo de Lana, y Ullíbarri-Arana, concejo del Valle de Arana (Álava) |
| Facería 41                                            | Estella          | 0,18             | Ullíbarri-Arana y Contrasta, concejos del Valle de Arana (Álava); y Gastiáin, concejo de Lana |
| Facería 42                                            | Estella Álava    | 1,07             | Contrasta, concejo del Valle de Arana (Álava), y Larraona |
| Facería 43                                            | Estella          | 0,22             | Iturgoyen, concejo de Guesálaz, y Riezu, concejo de Yerri |
| Facería 44                                            | Estella          | 0,86             | Lerate, concejo de Guesálaz, y Alloz, concejo de Yerri |
| Facería 45                                            | Estella          | 0,93             | Alda, concejo del Valle de Arana (Álava); Gastiáin y Ulibarri, concejos de Lana; y Zúñiga |
| Facería 46                                            | Pamplona         | 0,84             | Beunza, concejo de Atez, y Juarbe, concejo de Ulzama |
| Facería 49                                            | Pamplona         | 2,40             | Sarasa, concejo de Iza, y Arístregui, concejo Juslapeña |
| Facería 50                                            | Pamplona         | 0,06             | Iza y Arazuri, concejos de la cendea de Olza |
| Facería 52                                            | Pamplona         | 0,03             | Músquiz, concejo de Imoz, y Osácar, concejo de Juslapeña |
| Facería 53 El Debate                                  | Pamplona         | 1,27             | Huarte-Araquil e Irañeta |
| Facería 55                                            | Pamplona         | 0,87             | Ciriza y Echauri |
| Facería 56                                            | Pamplona         | 0,42             | Ciriza y Echauri |
| Facería 62                                            | Pamplona         | 0,27             | Berriosuso, concejo de Berrioplano; Cildoz y Orrio, concejos de Ezcabarte, y Unzu, concejo de Juslapeña |
| Facería 63                                            | Pamplona         | 0,59             | Villanueva de Araquil, concejo de Araquil, y Madoz, concejo de Larráun |
| Facería 65                                            | Estella Álava    | 0,21             | Santa Cruz de Campezo, concejo de Campezo (Álava), Aguilar de Codés y Genevilla |
| Facería 67 Montejurra                                 | Estella          | 1,64             | Azqueta y Urbiola, concejos de Igúzquiza; y Villamayor de Monjardín |
| Facería 70                                            | Estella Álava    | 1,31             | Bernedo (Álava), Lapoblación y Marañón |
| Facería 71                                            | Estella          | 0,37             | Legaria y Piedramillera |
| Facería 74 Cajigales                                  | Estella          | 0,64             | Ancín, Mendaza y Piedramillera |
| Facería 75                                            | Estella          | 0,02             | Olejua y Villamayor de Monjardín |
| Facería 76                                            | Estella          | 0,90             | Ancín y Piedramillera |
| Facería 79                                            | Estella Álava    | 1,25             | Santa Cruz de Campezo, concejo de Campezo, y Zúñiga |
| Facería 81                                            | Estella          | 1,38             | Torralba del Río; Otiñano, concejo de Torralba del Río; Ubago, concejo de Mendaza; Mirafuentes; Cábrega, concejo de Mues; y Nazar |
| Facería 82                                            | Estella          | 2,05             | Ubago, concejo de Mendaza; Mirafuentes; Cábrega, concejo de Mues; Nazar; y Otiñano, concejo de Torralba del Río |
| Facería 83                                            | Estella          | 0,35             | Ancín, Legaria y Murieta |
| Facería 84                                            | Estella          | 0,08             | Mirafuentes y Nazar |
| Facería 85                                            | Estella          | 1,41             | Gastiáin, concejo de Lana, y Zúñiga |
| Facería 86 Ameztia                                    | Pamplona         | 0,43             | Ituren y Urrotz |
| Facería 87 Monte Bidasoa-Berroarán                    | Pamplona         | 34,45            | Narvarte, concejo de Bértiz-Arana, Elgorriaga, Santesteban y Sumbilla |
| Facería 88                                            | Pamplona         | 1,56             | Donamaría, Oiz y Urroz de Santesteban |
| Facería 91                                            | Pamplona         | 1,75             | Narvarte, concejo de Bértiz-Arana, Elgorriaga y Sumbilla |
| Facería 92                                            | Olite Sangüesa   | 0,24             | Abaiz, caserío en Lerga, y Ujué |
| Facería 103                                           | Estella Álava    | 0,24             | Alda, concejo del Valle de Arana (Álava), y Zúñiga |
| Facería 104                                           | Estella          | 2,15             | Echávarri, en Allín, y Eraul, en Yerri |
| Facería 105                                           | Pamplona         | 0,05             | Iza; y Larragueta, concejo de Berrioplano |
| Facería 106                                           | Olite            | 0,05             | Olóriz y Unzué |
| Facería 107                                           | Olite            | 0,03             | Olóriz y Unzué |
| Facería 108 Barranco de la Torre                      | Olite Tudela     | 0,32             | Mélida y Murillo el Cuende |
| Bardenas Reales                                       | Tudela           | 418,45           | Comunidad de las Bardenas, formada por 22 entidades cogozantes: los valles del Roncal y Salazar y el Monasterio de la Oliva y 19 municipios navarros |
| Sierra de Andía                                       | Estella          | 43,72            | todos los vecinos navarros |
| Realengo de Aralar                                    | Pamplona         | 21,96            | Unión de Aralar, formada por 19 municipios navarros |
| Sierra de Urbasa                                      | Estella          | 114,45           | todos los vecinos navarros |

El conjunto de los territorios faceros ocupa una superficie de 787,16 km² lo que supone el 7,58% de la superficie total de Navarra. Las Bardenas es la facería de mayor tamaño, y haciendo exclusión de las que proceden de realengos, destaca por su superficie la facería 23 (Monte Limitaciones: 37,98 km²) y la 87 (Monte Bidasoa-Berroarán: 34,45 km²); en el extremo opuesto, doce facerías tienen una superficie menor de 100 ha, y una de ellas, la facería 27, apenas alcanza las 10 ha.

### Comunidades faceras
En este grupo se consideran las comunidades faceras indivisibles establecidas en suelos situados en determinados términos municipales. 
Incluyen tres comunidades históricas vigentes desde la Edad Media: los valles de Aézcoa, Salazar y Roncal; cada uno de estos valles agrupa a un conjunto de municipios, que gozan en régimen de facería terrenos situados en alguno o algunos de los términos municipales del valle. En los tres casos los titulares de las facerías son los valles correspondientes; que tienen el dominio concellar que, de acuerdo con la ley 391 del Fuero Nuevo es indivisible y se regula por las ordenanzas del propio valle
- El valle de Aézcoa, cuya faceria abarca una gran parte de la selva de Irati, en concreto el terreno situado en el término municipal de Orbaiceta, pues el resto de Irati se encuentra en el valle de Salazar
- El valle de Salazar, su facería abarca las fincas de Irati, Picatúa y Andilla, en el término municipal de Ochagavía; campo de Zenocerislu, en el término municipal de Güesa; y el territorio facero de Remendia.
- El valle del Roncal, el dominio concellar de la Comunidad del Valle del Roncal incluye terrenos en los términos municipales de las siete villas que forman el valle, pero en parte de ellos coincide con propiedades vecinales particulares, aunque sometidas al derecho comunal de pastos.[38]

Se completa este grupo de facerías, con las procedentes de los realengos, antiguas propiedades de la Corona, que fueron transmitidas a la Comunidad Foral, mediante el Real Decreto 334/1987, y que la Comunidad, mediante la Ley Foral 8/1991, cedió gratuitamente a las entidades locales que históricamente tenían derecho a determinados aprovechamientos de esos terrenos. En todos casos el régimen jurídico será el de los bienes comunales, y para el ejercicio de las facultades y administración de los aprovechamientos se constituye -en los casos en que la cesión de realiza conjuntamente a más de una entidad local-  una comunidad formada por los entres cotitulares de la propiedad.para la administración y gestión de esta nueva propiedad, que se considera indivisible, se establece una comunidad que es indivisible.:
- Quinto Real, distribuye entre el Baztán y Erro, estableciéndose la correspondiente Comunidad para su administración y gestión.
- Erreguerena, entre el Baztán y el concejo de Eugui (del municipio de Esteribar), aunque la facería queda toda ella en el término municipal de Eugui.
- Legua Acotada, entre los concejos de Erro y Cilveti (ambos del municipio de Erro) y el concejo de Eugui, de Esteribar.
- La Cuestión, corresponde al Valle de Salazar.
- Changoa, al Ayuntamiento del valle de Erro.

### Terrenos en régimen de facería
Numerosos municipios y concejos han pactado facerías con otras comunidades locales, en algunos casos se han pactado para un periodo de tiempo determinado, y se renuevan sucesivamente; algunas tienen un carácter definitivo y solo se rescinden por acuerdo de las partes que interviene, o por sentencia judicial tal como prevé en el párrafo 1 de la Ley 387 del Fuero Nuevo.
Esos acuerdos de facería se pueden internacionales (con comunidades francesas), interprovinciales (con comunidades alavesas), intermunicipales (pactado entre distintos municipios, o concejos de distintos municipios), o interconcejiles (entre concejos del mismo municipio). A continuación se incluyen algunos ejemplos de cada uno de estos tipos de facerías. No se trata, por supuesto, de una relación exhaustiva ni puede asegurarse su mantenimiento interrumpido.

#### Facerías internacionales
- Roncal con Baretous, conocido como del tributo de las tres vacas; se trata del tratado en vigor más antiguo de Europa, existente ya en 1375; por él los pastores de Baretous pueden hacer pastar a sus vacas y utilizar fuentes situadas en un territorio delimitado y situado en el Valle de Roncal.

- Verá de Bidasoa con los pueblos franceses de Sare y Biriatou, supone el aprovechamiento de pastos para el ganado lanar y caballar en la zona montañosa de la frontera
- Valcarlos con los pueblos de Banca y Lasse (ambos de Baigorry), se renueva quinquenalmente y se extiende sobre una franja de 8 km de larga y un ancho de 1 km, a eje con la frontera que separa España de Francia, supone el derecho de pasto de mayo a noviembre, de sol a sol, aunque esa limitación solo se aplica al ganado menor, pues el vacuno y caballar puede pernoctar en la facería.
- Valcarlos con los pueblos franceses de Ondarrola y Arneguy, para el aprovechamiento de los pastos del barranco de la Nive; el ganado ovino y vacuno puede traspasar estos límites y entrar en los comunales de Valcarlos. Se basa en un acuerdo tácito y verbal.
- Urdax con Ainhoa y con Saint Pés-sur-Nivelle, se trata de dos facerías distintas por las que los ganados de ambos pueblos franceses pueden pastar de sol a sol en los terrenos comunales de todo el término municipal

#### Facerías intermunicipales
- Lo del Rey, así se conoce localmente una facería de 700 ha en la sierra de Alaiz, de ella son faceros Unzué, Monreal, Echagüe, el caserío del valle de Elorz, Echagüe y Bariain; suponía el derecho a pasto y el aprovechamiento de leña y cultivo de unas parcelas (aunque Bariain) solo tiene derecho a pasto. Tiene su origen en un monte real vendido en la desarmortización de 1855 a los actuales faceros.
- Monteagudo  con Tulebras, sobre una superficie de 1 ha, se trata de un terreno pantanoso que se utilizaba para remojar cáñamo, actualmente se utiliza para pastos
- Facería de Monterrey, concertada por Ablitas, Cortes y Tudela, al pie de la muela de Borja en el término municipal de Ablitas, con una extensión aproximada de 1.498 ha, en su origen se dedicaban en su conjunto para pastos, durante el siglo XIX y comienzos del XX los terrenos aptos para agricultura se fueron roturando por los de Ablitas que se beneficia de ellos, aunque Tudela y Cortes siguen conservando su derecho de pastos..
- Mendavia con Imas. Terreno concertado y vigente desde 1525 hasta mediados del siglo XIX entre el monasterio de Irache, propiedad de la granja de Imas, y Mendavia, en cuyo término municipal estaba enclavada. Consiste en un derecho recíproco al aprovechamiento de las hierbas en ambos territorios; tras la Desamortización la granja de Imas pasó a propiedad de un vecino de Mendavia, pero subsistió la facería entre éste y el pueblo.
- Lumbier con Adansa. Terrenos concertados entre aquel ayuntamiento y este concejo del valle de Romanzado sobre 123,26 ha en la vertiente norte de la sierra de Leyre, con aprovechamiento principal de pastos iguales.
- Otano y Zabalegi.[39]
- Olejua y Monjardín.[40] Terreno situado al oeste del monte Monjardín.
- Musques y Osácar. Terrenos concertados entre estos lugares de Imoz y Juslapeña, integrada por tres terrenos diferentes: el del monte Mendurro, el de Angáiz o Arangaiz y el de Gorostieta, con aprovechamiento tradicional forestal y de pastos, que disfrutan los ganados de sol a sol y gratuitamente.
- Facería 22, Abárzuza e Ibiricu de Yerri. Terrenos compartidos en régimen de 1/3  entre  el concejo de Ibiricu de Yerri, perteneciente al Valle de Yerri, y el municipio de Abárzuza con una superficie de 584 hectáreas. Se localiza en la cabecera del río Iranzu, bajo los montes Dulanz, La Nevera y Zanabe. El territorio se compone mayoritariamente de bosque de hayas, aunque hay zonas de pastos en Lizarrate y Zanabe, algunos ginebrales entre los corrales de Zanabe y La Chila[41] y zonas de bojes en Azpala.

#### Facerías interconcejiles
- Ulibarri con Viloria (concejos del Valle de Lana), ocupan 48 ha en el monte Gastorreana para el aprovechamiento conjunto de pastos, madera y leña de encina.
- Elso con Guerendiáin (concejos de Ulzama), ocupa unas 84 ha, atravesadas de noroeste a sudeste po la carretera NA-, la parte situada al noreste esta cedida al Club de Golz Ultzama, la parte del sureste -más reducida- a la labor de secano y pastos.
- Elso con Iráizoz (concejos de Ulzama), ocupa unas 100 ha en el monte Arañoz, con aprovechamiento igualitario de robledales y pastos.

## Instituciones similares
En el derecho foral navarro hay dos instituciones similares a la facería: el helechal y la corraliza.
Fuera de Navarra existen instituciones similares a las facerías; que reciben distintos nombres: así en castellano se encuentra el término pacería, parzonería y carta de la patz. En vasco además de parzoneria se utilizan los términos patzeria y patzaria, mientras que en francés encontramos la denominación passerie.
Guarda también cierta similitud con la facería, los bienes comunales que se dan prácticamente en toda España, con una especial presencia en Castilla (principalmente en las zonas de pinares de Burgos y Soria), Navarra y en el País Vasco, aunque no se limitan a estas regiones.